# Сосновка (Пінезький район)
Сосновка (рос. Сосновка) — селище в Пінезькому районі Архангельської області Російської Федерації.
Населення становить 1091 особу. Входить до складу муніципального утворення Сосновське муніципальне утворення.

## Історія
Від 1937 року належить до Архангельської області.
Орган місцевого самоврядування від 2004 року — Сосновське муніципальне утворення.

## Населення
| 2002 | 2010 | 2012  |
| ---- | ---- | ----- |
| 1051 | ↘861 | ↗1091 |